# Суккозеро
Су́ккозеро (карел. Šukkajärvi) — посёлок Муезерского района Республики Карелия Российской Федерации. Административный центр Суккозерского сельского поселения.

## Общие сведения
Расположен в 3 км к востоку от озера Суккозеро. Рядом находится железнодорожная станция Суккозеро, в 18-ти километрах к юго-востоку располагается гора Воттоваара.
В 1954 году началось строительство посёлка лесозаготовителей. В этот же год для детей первостроителей была организована начальная школа.
В 1955 году в составе Поросозерского леспромхоза Петровского района Карело-Финской ССР организован Суккозерский лесозаготовительный пункт, а с 1 января 1956 года на базе лесопункта заработал Суккозерский леспромхоз.
Суккозерский сельский Совет депутатов трудящихся Петровского района был образован Указом Президиума Верховного Совета КАССР от 29.12.1956 года
В 1962 года присвоен статус посёлка городского типа. Преобразован в сельский населённый пункт в 1991 году.

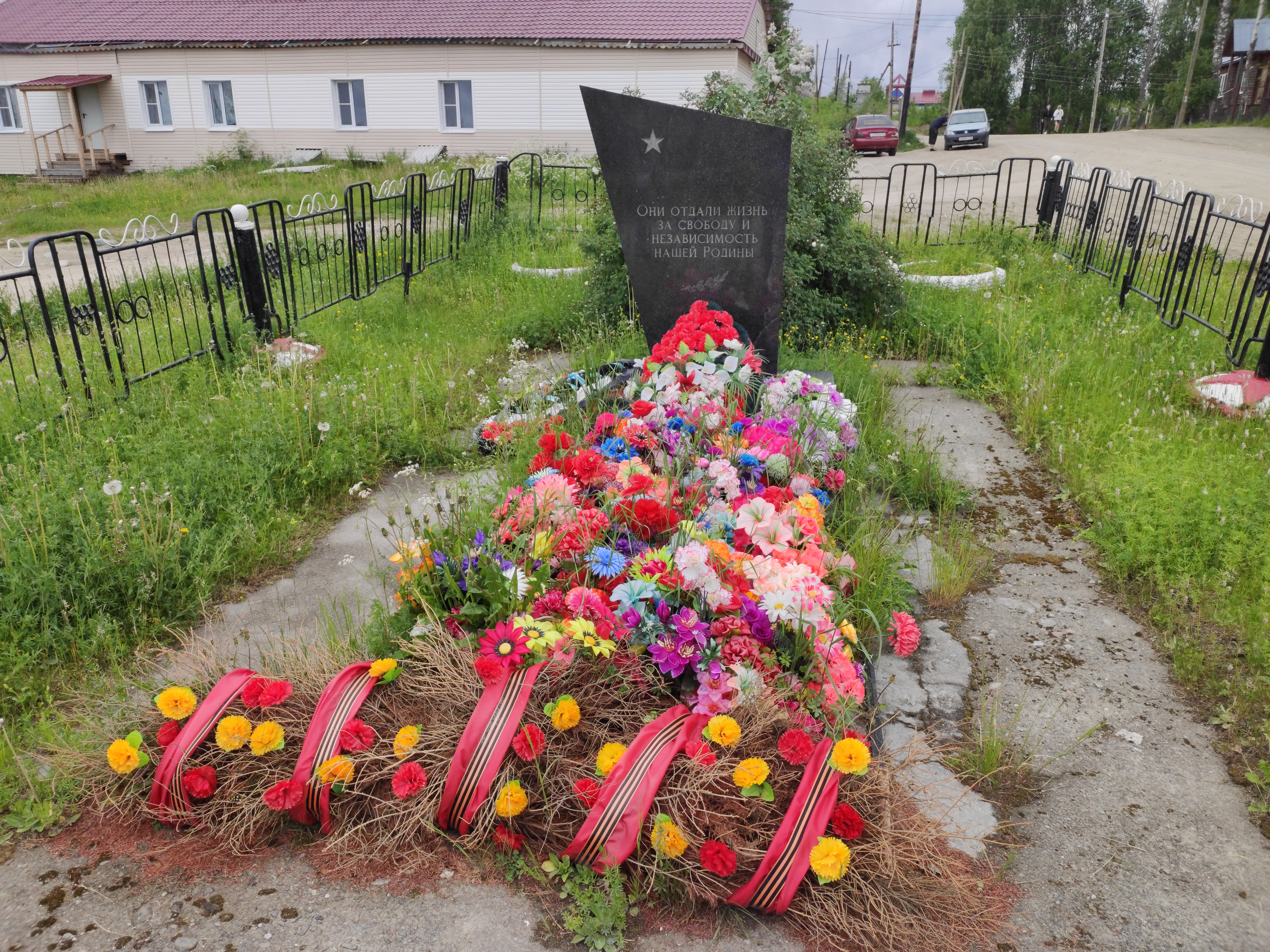
Братская могила,

## Памятники истории
Сохраняется братская могила бойцов 1-й партизанской бригады И. А. Григорьева, погибших в июле 1942 во время рейда по тылам противника.

## Население
| 1970 | 1979  | 1989  | 2002  | 2009  | 2010  | 2013  |
| ---- | ----- | ----- | ----- | ----- | ----- | ----- |
| 2871 | ↘2581 | ↘1854 | ↘1554 | ↘1444 | ↘1136 | ↘1076 |